# Tony Wright (ator)
Tony Wright (10 de dezembro de 1925 – 6 de junho de 1986) foi um ator de cinema britânico, ativo entre as décadas de 1950 e 1980.
Natural de Londres, Reino Unido, ele se casou com a atriz Janet Munro em 1957, embora o casal divorciou-se em 1959.
Faleceu em Londres, em 1986.

## Filmografia selecionada
- The Flanagan Boy (1953)
- Jumping for Joy (1956)
- Jacqueline (1956)
- Tiger in the Smoke (1956)
- Seven Thunders (1957)
- The Spaniard's Curse (1958)
- Broth of a Boy (1959)
- In the Wake of a Stranger (1959)
- The Rough and the Smooth (1959)
- And the Same to You (1960)
- Faces in the Dark (1960)
- The House in Marsh Road (1960)
- The Liquidator (1965)
- The Man Who Haunted Himself (1970)
- Clinic Exclusive (1971)
- The Creeping Flesh (1973)
- The Hostages (1975)
- Can I Come Too? (1979)